# USS Rafael Peralta (DDG-115)
El USS Rafael Peralta (DDG-115) es un destructor de la clase Arleigh Burke en servicio con la Armada de los Estados Unidos. Fue puesto en gradas en 2014, botado en 2015 y asignado en 2017. Su nombre Rafael Peralta honra a un sargento del Cuerpo de Marines caído en 2004 en Faluyah durante la Guerra de Irak.

## Construcción

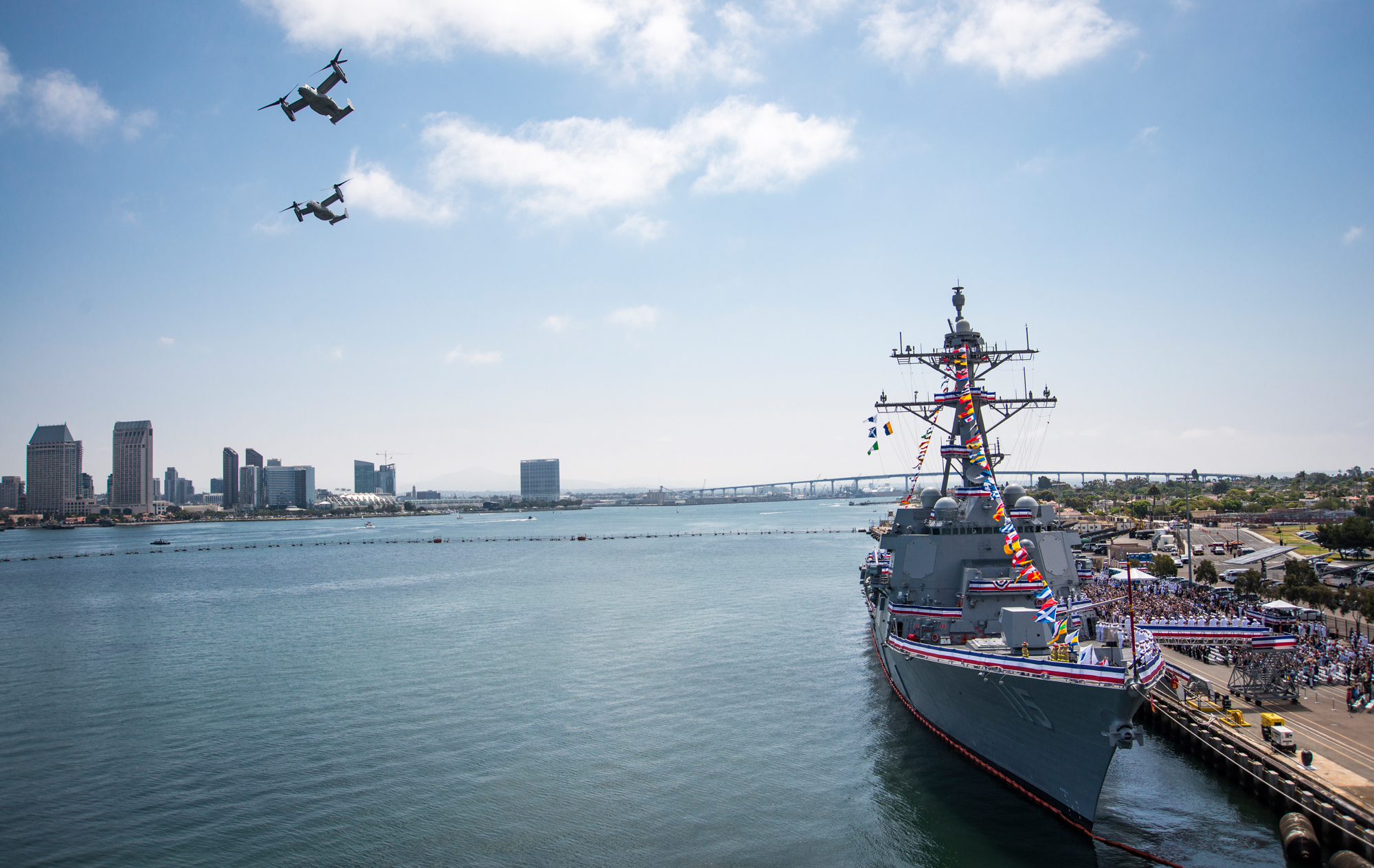
Ceremonia de puesta en servicio del USS Rafael Peralta (DDG-115), con aviones V-22 Osprey, año 2017.

Construido por Bath Iron Works, fue puesto en gradas el 30 de octubre de 2014, botado el 31 de octubre de 2015 y asignado el 29 de julio de 2017. 

## Historial de servicio
Su actual apostadero es la base naval de Yokosuka, Japón.